# Yola (Nigéria)
Yola é uma cidade da Nigéria, capital do estado de Adamawa. Sua população, em 2006, era de 392.854 habitantes.